# Friedrich Hellwig
Friedrich Hellwig (* 31. August 1807 in Berlin; † 8. September 1862 ebenda) war ein preußischer Ministerialbeamter.

## Leben
Friedrich Hellwig wurde als Sohn des Geheimen Justizrats Karl Hellwig geboren und war ein Neffe des Komponisten Ludwig Hellwig. Er studierte an der Universität Bonn und wurde 1826 Mitglied des Corps Borussia Bonn. Nach dem Studium wurde er 1828 Auskultator am Stadtgericht Berlin und 1830 Referendar am Kammergericht. 1834 wurde er Assessor. 1835 trat er als Hilfsexpedient in den Dienst des preußischen Auswärtigen Amtes ein. 1836 wurde er Expedient. 1839 erfolgte seine Beförderung zum Legationsrat und 1843 zum Wirklichen Legationsrat. 1845 wurde er Mitglied des Oberzensurgerichts. 1854 erfolgte seine Ernennung zum Abteilungsdirigenten. 1858 wurde er Kurator der Legationskasse. Er war von 1814 bis 1832 Mitglied der Berliner Singakademie und langjähriges Mitglied in deren Vorsteher-Gremium. Verheiratet war er mit seiner Cousine Elisabeth Hellwig und hatte mit ihr vier Söhne, darunter den Politiker Otto Hellwig und den Architekten Moritz Hellwig.

## Auszeichnungen
- Ernennung zum Geheimen Legationsrat, 1849
- Ernennung zum Wirklichen Geheimen Legationsrat, 1857